# John Krishnadath

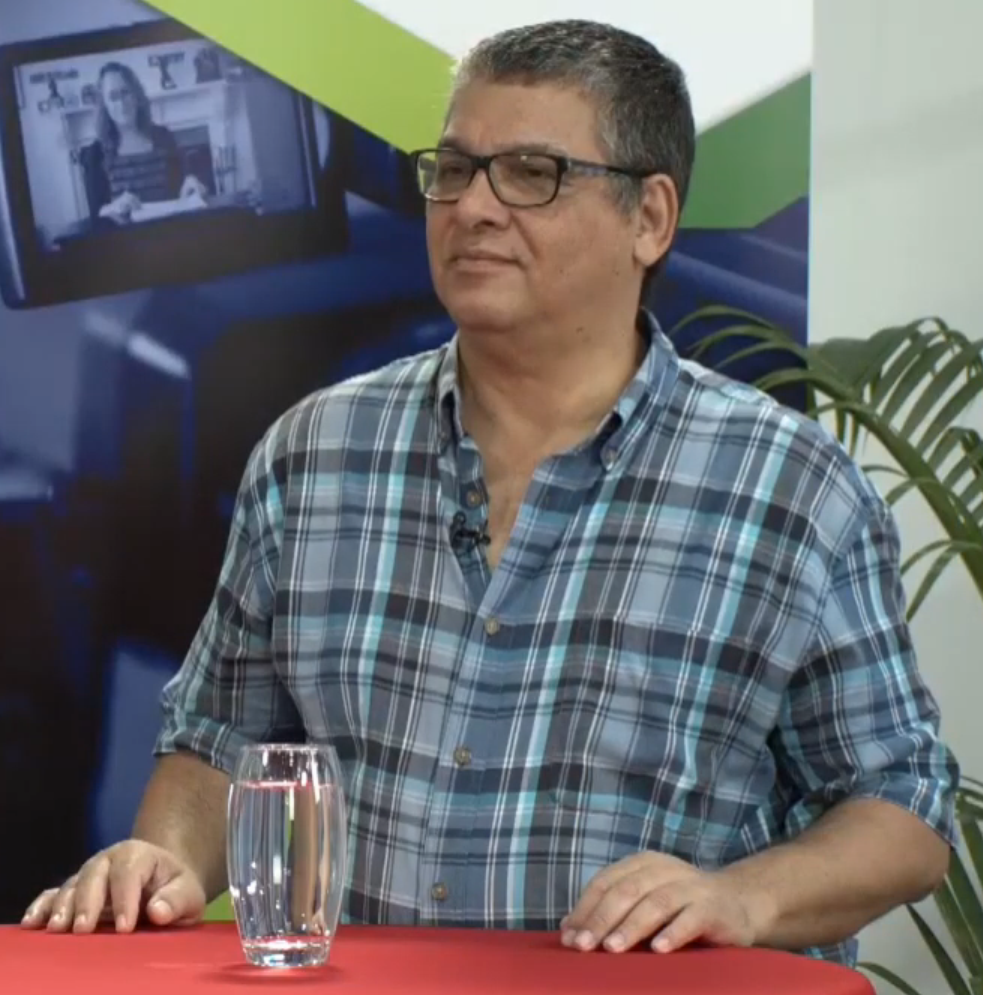
Krishnadath in 2020

John R.P. Krishnadath (1954) -  is een Surinaams socioloog en opiniepeiler.

## Opinie- en marktonderzoek
Hij is directeur van IDOS, een instelling die zich bezighoudt met het organiseren van opiniepeilingen en marktonderzoek in Suriname. Hij was onder andere in sterke mate betrokken bij het verslaan van de verkiezingen van het DNA in 2020. Hij is daarmee een bekende televisiepersoonlijkheid. IDOS is naast het NIKOS van Marten Schalkwijk de belangrijkste bron van opiniegegevens in het land.

## Voetbal
Krishnadath is ook de voorzitter van de Surinaamse Voetbal Bond. In die functie stuurde hij in 2014 een voorstel naar alle 51 leden van de Nationale Assemblee om Surinamers, bijvoorbeeld voetballers van Surinaamse afkomst die Nederlander zijn en daar voetballen, een dubbele Surinaamse nationaliteit toe te kennen, en toe te staan om voor het Surinaamse nationale elftal uit te komen. Het voorstel stuitte echter op een Nederlandse verklaring dat de Nederlandse wet dubbele nationaliteiten niet toestaat.

### Conflict met Natio Oema en opstand tijdens ledenvergadering
In 2022 riepen de speelsters van het Surinaams vrouwenvoetbalelftal (Natio Oema) hem op om op te stappen als SVB-voorzitter. Het bestuur had verzuimd om voldoende plekken in het vliegtuig van Puerto Rico naar Miami te regelen, waardoor vijf speelsters zonder begeleiding op het vliegveld achterbleven en enkele dagen later pas na konden reizen. Het ging bij alle vijf om speelsters uit de diapora die met Suriname hadden meegespeeld. Teammanager Haroen Thakoerdien en bestuurslid Bidjai Mankoe waren wel aan boord gegaan van het vliegtuig. Familie en inwoners uit Suriname spraken er schande van. Verder waren uit kostenoverwegingen een keeperstrainer en een fysiotherapeut niet meegegaan, terwijl die wel nodig waren geweest. De speelsters schreven dat zij zullen weigeren voor het nationale elftal te spelen, zolang Krishnadath voorzitter is. Enkele weken later werd onder aanvoering van Poetini Atompai het vertrouwen in het bestuur met een stemming van 26 tegen 21 opgezegd. Het bestuur onder leiding van Krishnadath weigerde echter op te stappen. In november 2022 verloor Atompai de rechtszaken die hij tegen de SVB had aangespannen.

### Caraïbische Voetbalunie
Naast voorzitter van de SVB werd Krishnadath in 2025 gekozen tot ondervoorzitter van de Caraïbische Voetbalunie (CFU).

## Publicaties
In 1981 verscheen zijn doctoraal proefschrift aan de Faculteit der Sociaal-Economische Wetenschappen, Universiteit van Suriname, getiteld De suiker-onderneming Mariënburg : de sociaal-economische betekenis van de suikerindustrie voor Suriname. In 1983 publiceerde hij een artikel genaamd The sugar sector (1) : sectorial analysis uitgegeven door het Institute of Economic and Social Research, Universiteit van Suriname te Paramaribo. In 1990 publiceerde hij samen met Ashok Hirschfeld een boek getiteld Sociaal werk en crises in Suriname : verslag van een mini congres dat een bundel artikelen over het maatschappelijk werk in Suriname bevat.